# Dirc Simpson
Dirc Simpson (* 28. September 1966 in Berlin) ist ein deutscher Schauspieler und Synchronsprecher.

## Biografie
Während seiner Ausbildung zum Damenschneider Ende der 1980er Jahre sammelte Dirc Simpson erste Erfahrungen auf der Bühne und vor der Kamera. Von 1992 bis 1995 absolvierte er ein Schauspielstudium an der Universität der Künste Berlin. Schon während seiner Studienzeit war er auf verschiedenen Berliner Theaterbühnen zu sehen. Ab 1995 wagte er sich mit seinen Rollen oft in Grenzsituationen, wie in dem 2-Personen-Stück „Käfige“ oder mit der  Hauptrolle des „Platonov“ im gleichnamigen Stück von Anton Tschechow am Deutschen Theater/Die Baracke.
Es folgten diverse Fernseh-Engagements, u. a. in den Movies „AEON“ (1998), „Der Runner“ (1999), „Ein Leben in der Dunkelheit“ und „Going Public“ (2000 mit Omar Sharif), „Lilly unter den Linden“ (2001), „Der Kronzeuge“ (2007). Außerdem gastierte er in mehreren Folgen von Fernsehserien wie „Alarm für Cobra 11“, „Wolffs Revier“, „Edel & Starck“, „Der Fürst und das Mädchen“, „In aller Freundschaft“, „Der Landarzt“ oder „Unser Charly“. Weitere Auftritte hatte er u. a. in den „Soko“-Reihen aus München, Stuttgart und Leipzig, dazu „Der Ermittler“ (2003), „Tatort“ (2005), „Polizeiruf 110“ (2008), „Der Staatsanwalt“ (2009). An der Seite von Leonard Lansink spielte er in Wilsberg: Die fünfte Gewalt (2016) und mit Hannes Jaenicke in „Bodycheck - Mit Herz durch die Wand“ (2017). Dabei übernahm er vielfältige Rollen: Den niederträchtigen Bösewicht, cleveren Kommissar, sorgenvollen Ehemann oder Komödianten.
Auf der Bühne feierte er große Erfolge, u. a. bei den Karl-May-Spielen in Bad Segeberg mit „Unter Geiern“ (2004) als Indianer-Häuptling „Schwerer Mokassin“,  in „Winnetou 1“ (2007 & 2013) als verschlagener „Rattler“, und  in „Der Schatz im Silbersee“ (2009) als ständig präsenter „Knox“ an der Seite von Martin Semmelrogge und Dorkas Kiefer und 2016 an der Seite von Oliver Stritzel.
Ferner arbeitet er als Werbe-, Synchron-, Hörspiel-, Dokumentar- und Videogame-Sprecher (z. B. „VW Bolero“, „Penny“, „Pfennigs“, „Star Wars“, „Guardians of the Galaxy“, „IronMan“, „Final Fantasy“, „Alien Colonial Marines“, „24“, „Homeland 1-4“).
Dirc Simpson hat zwei Kinder und lebt in Berlin.

## Filmografie (Auswahl)
- 1997: Der Prinzgemahl  R.: Vera Loebner
- 1997: Ein Fall für zwei  R.: Bodo Fürneisen
- 1998: Aeon (Pilot)  R.: Holger Neuhäuser
- 1999: S.O.S. Barracuda: Der Tod spielt Roulette (Fernsehfilm)
- 1999: Alarm für Cobra 11 – Die schwarze Rose
- 1999: Der Puma (Pilot)  R.: Axel de Roche
- 1999: Der Runner  R.: Micky Rowitz
- 2000: Ein Leben in der Dunkelheit  R.: Matthias Steurer
- 2000: Going Public  R.: Harald Holzenleiter
- 2001: Alarm für Cobra 11 – Hetzjagd (Pilot)
- 2001: Medicopter 117 – Tödliches Wissen
- 2002: Medicopter 117 – Flucht ohne Wiederkehr
- 2002: Lilly unter den Linden
- 2003: Der Ermittler  R.: Martin Kinkel
- 2004: SOKO 5113  Regie: Jörg Schneider
- 2004: Ein starkes Team: Sicherheitsstufe 1 (Fernsehfilm)
- 2005: Tatort – Revanche  Regie: Johannes Grieser
- 2006: Der Fürst und das Mädchen  Regie: Axel de Roche
- 2006: In aller Freundschaft  R: Peter Vogel
- 2008: Polizeiruf 110 – Taximord  Regie: Mathias Luther
- 2009: Der Staatsanwalt  R: Martin Kinkel
- 2010: SOKO Stuttgart  Regie: Daniel Helfer
- 2011: Allein gegen die Zeit Regie: Andreas Morell
- 2011: Die Rosenheim-Cops – Die Spitze der Feder
- 2011: Unter uns Regie: diverse
- 2012: Helden – Wenn ein Land dich braucht Regie: Hansjörg Thurn
- 2013: Alarm für Cobra 11 – Der Mentalist Regie: Nico Zavelberg
- 2013: Soko Stuttgart – Die Tote auf dem Eis  Regie: Rainer Matsutani
- 2013: In aller Freundschaft Regie: Frank Gotthardy
- 2014: Aktenzeichen XY … ungelöst
- 2014: Kripo Holstein – Mord und Meer Regie: Daniel Drechsel-Grau
- 2015: Handwerker und andere Katastrophen Regie: Matthias Steurer
- 2016: Aktenzeichen XY ... ungelöst Regie: Boris Keidies
- 2016, 2019: Notruf Hafenkante Regie: Dietmar Klein
- 2016: Wilsberg – Die fünfte Gewalt Regie: Hansjörg Thurn
- 2017: Hubert und Staller Regie: Holger Gimpel
- 2017: Die Spezialisten – Im Namen der Opfer Regie: Gero Weinreuter
- 2017: Bodycheck – Mit Herz durch die Wand Regie: Holger Haase
- 2018: Der Ranger – Paradies Heimat: Wolfsspuren
- 2018: Tal der Skorpione
- 2019: Soko Wismar: Trittbrettfahrer; Regie: Oren Schmuckler
- 2019: Die Getriebenen; Regie: Stephan Wagner
- 2019: Lucie - Geheult wird nicht; Regie: Frauke Thielecke
- 2019: Der starke Hans; Regie: Matthias Steurer
- 2019: Herr und Frau Bulle: Totentanz; Regie: Uwe Janson
- 2019: Alarm für Cobra 11: Dienstschluss; Regie: Franco  Tozza
- 2021: Der Palast
- 2021: Notruf Hafenkante: Kontrollverlust; Regie: Nico Zavelberg
- 2022: Dünentod: Tödliche Falle; Regie: Ismahil Sahin
- 2022: Nächste Ausfahrt Glück: Goodbye, Baby; Regie Esther Gronenborn
- 2025: SOKO Stuttgart: Blitzlichtgewitter; Regie: Laura Thies
- 2025: Praxis mit Meerblick: Verlobung mit Hindernissen; Regie: Jan Ruzicka

## Theater (Auswahl)
- 1996: Platonov,  Die Baracke/Deutsches Theater, Berlin
- 2004: Unter Geiern, Karl-May-Festspiele, Bad Segeberg als Schwerer Mokassin
- 2007: Winnetou 1, Karl-May-Festspiele, Bad Segeberg als Rattler
- 2009: Der Schatz im Silbersee, Karl-May-Festspiele, Bad Segeberg als Knox
- 2010: Der Ölprinz, Landesbühne Sachsen als Shi-So
- 2011: Der Ölprinz, Landesbühne Sachsen als Shi-So
- 2013: Winnetou 1 – Blutsbrüder, Karl-May-Spiele, Bad Segeberg als Rattler
- 2014: Unter Geiern, der Geist des Llano Estacado, Karl-May-Spiele, Bad Segeberg als Schiba-Bigk
- 2015: Im Tal des Todes, Karl-May-Spiele, Bad Segeberg als Sam Hawkens
- 2016: Der Schatz im Silbersee, Karl-May-Spiele, Bad Segeberg als Knox

## Synchronisation (Auswahl)

### Filme
- 1951: Der Mann von Planet X – Roy Engel als Wachtmeister Tommy
- 2003: In the Cut – James Firo als Detective Halloran
- 2012: Marvel’s The Avengers – William Christopher Stevens als Interviewter Mann
- 2012: Zero Dark Thirty – Stuart Thorp als Stu
- 2013: Death Race: Inferno – Langley Kirkwood als Dr. Klein
- 2013: The Zero Theorem – Emil Hostina als Slim Cione
- 2014: Before We Go – Kevin Carolan als Fahrer
- 2014: Guardians of the Galaxy – Alexis Rodney als Moloka Dar
- 2016: Alles steht Kopf – Flea als Lösch-Arbeiter Cop Jake
- 2016: Hentai Kamen 2 – Abnormal Crisis – Kyosuke Yabe als Shiinas Ex-Freund
- 2017: Cars 3: Evolution – Ryan Blaney als Ryan „Inside“ Laney
- 2017: Der Buchladen der Florence Green – Richard Felix als William
- 2017: Overdrive – Kaaris als Franck
- 2018: Alex Strangelove – David Fierro als Mr. Farber
- 2018: Beirut – Ian Porter als Jerry
- 2018: Mute – Sam Rockwell als Sam Bell
- 2018: Ocean’s 8 – Brian J. Carter als Mr. Randall
- 2018: The Package – Ken Lawson als Mr. Floyd
- 2018: Wildling – Frank Deal als Dr. Rooney
- 2019: Bombshell – Das Ende des Schweigens – Spencer Garrett als Sean Hannity
- 2019: Dora und die goldene Stadt – Temuera Morrison als Powell
- 2019: Der schwarze Diamant – Mitchell Wenig als Larry
- 2019: The Mustang – Thomas Smittle als Tom
- 2020: Alien Xmas – Kirk Thornton als Rentier
- 2020: The Silence – Chris Whitby als Mann mit Gewehr
- 2020: Was dein Herz dir sagt – Adieu ihr Idioten! – Kyan Khojandi als Dr. Lints Arzt
- 2021: Der Mauretanier – Robert Hobbs als Captain Collins
- 2021: Drei Etagen – Stefano Dionisi als Roberto
- 2021: Image of Victory – Kamal Zaid als Youssef
- 2021: Intrusion – Mark Sivertsen als Dylan Cobb
- 2021: Spider-Man: No Way Home – Gregory Konow als Donut Shop Boss
- 2021: The Black Phone – Troy Rudeseal als Detective Miller
- 2021: The Survivalist – Obi Abili als John Larsson
- 2021: Yakuza Princess – Issamu Yazaky als als Yoshiyaki
- 2022: Der denkwürdige Fall des Mr Poe – Scott G. Anderson als Benny Havens
- 2022: Prey – Nelson Leis als gewachster Schnurrbart und Julian Black Antelope als Chief Kehetu
- 2022: Resurrection – Josh Drennen als Officer Geary
- 2022: Wie wilde Tiere – José Manuel García Soria als Manolo
- 2023: Mr. Monk’s Last Case: A Monk Movie – Paulino Nunes als Lucas Kubrik
- 2024: Dune: Part Two – Anton Valensi als Harkonnen-Commander

### Serien
- 1998: Will & Grace – Dan Warner als Doug
- 2003: Navy CIS – Greg Bryan als Donald Burke
- 2005: Criminal Minds – Doug Simpson als Vater, Gene Rathswohl als Officer Bachner, David Paladino als Captain Paul Ballard, Don Jeanes als Deputy, Reg Basco Hernandez als Nachrichtensprecher, Jon Gale als Bill Pitman, Dan Foote als Opfer, Zach Filkins als Ranger, Doug Dezzani als Charles Tanner und Andy S. Allen als Nathan Muntz
- 2005: Doctor Who – Alastair Parker als Limpy, Tom Keller als Atkins, Bentley Kalu als Hood und Vaughn Johseph als UNIT Soldat
- 2005: Grey’s Anatomy – Payton Silver als Anästhesist Dr. Knox und Steven Meek als Abtreibungsarzt
- 2007: Skins – Hautnah – Kayvan Novak als Jake
- 2009: Castle – David Paluck als FBI Agent Michael Glassman
- 2009: Good Wife – Anthony Arkin als Harv
- 2009: Navy CIS: L.A. – Satiar Pourvasei als Mr. Namazi, Roman Mitichyan als Raul, Todd Jeffries als Barrett Fimmel und Jeffrey De Serrano als Officer Rojas
- 2009: Parks and Recreation – Michael Shoemaker als Randy Steptaszkji
- 2010: Hawaii Five-0 – Scott Subiono als Tim Sapoli
- 2011: Against the Wall – Allen Keng als Gangmitglied, Anthony Gerbrandt als Fahrer
- 2011: Boss – Jarrod Zimmerman als Forensiker, Mark Montgomery als Detective, Bryan Kelly als Arbeiter, Howie Johnson als Polizist, Jeremy Isaiah Earl als Polizist, Jeremy Denzlinger als Salazar-Reporter, Kamal Angelo Bolden als Antoine und Terry Berner als Gebäudeverwalter
- 2011: Death in Paradise – Corey Johnson als The Love Demon
- 2011: Die Borgias – Eric MacLennan als Torhauptmann
- 2011: Homeland – Robert Schupp als Concierge Martin und Aaron Rosendary als Marine
- 2011: New Girl – David Wain als Laufteilnehmer, Nate Shelkey als Kassierer Gary, Kevin Linehan als Kassierer, Fitz Houston als Klempner, Ben Hoffman als Sherman, Nick Greco als Mann an Bar, Cris D’Annunzio als Dusty, Timothy Brennen als Arzt und Christian Anderson als Mann in Schlange
- 2011: Person of Interest – Jacinto Taras Riddick als Nestor Santiago
- 2012: Chicago Fire – Troy Pryor als Gefängnisbote, Clarence Norwood als Löschgruppen-Lieutenant, Bryan Kelly als Nesbitt, Tom Hickey als Chief Barr, Derek Garza als Krankenhauswachmann, Alan Bovinett als Feuerwehrmann
- 2012: House of Lies – Matt Shea als Autoverkäufer, John Pirruccello als Alan
- 2012: The Mob Doctor – Adam Poss als Sanitäter
- 2012: Teenage Mutant Ninja Turtles – Nolan North als Kanalisationsarbeiter
- 2013: Bates Motel – Craig Erickson als Collins
- 2013: Hit the Floor – Benny Harris als Fotograf
- 2013: House of Cards – Scott Thurman als Scott Thurman, Bert Pence als Meet the Press-Ansager, Joe Peck als Bediensteter auf der AFO, Jeff Panzarella als Wahlhelfer, Tim Pabon als Reporter Mark, Cliff Moylan als Mann in der Bar und Caleb J. Jackson als Verkäufer
- 2013: Low Winter Sun – Steve O’Connell als Kenny Morton
- 2013: Mom – Gary Anthony Williams als Warren, Alan Rachins als Jed, Brandon Morales als Tony, Richard McDonough als Kunde, Grady Harmon als Phil, Daniel Steven Gonzalez als SWAT-Polizist und James Earl als Dudley
- 2013: Ray Donovan – Danny Doherty als Soldat
- 2013: Rectify – Bill Humphries als Gefängniswärter
- 2013: Witches of East End – Ron Selmour als Delroy
- 2014: Brokenwood – Mord in Neuseeland – Barry Duffield als Simon
- 2014: Chicago P.D. – Greg Trzaskoma als Manager, Tony Sirkin als Motel Manager, Tom Pettey als Vincent Pollack und Lawrence Clark-Bey als Ron Gaffney
- 2014: Detective Laura Diamond – Gabriel Lawrence als ESU Sergeant
- 2014: The Flash – Travis MacDonald  als Tat Man
- 2014: Forever – Scott Parkinson als Simon Decker
- 2014: Madam Secretary – Sam Breslin Wright als Dylan Larsen
- 2014: Reckless – Matthew Rimmer als Eintreiber
- 2014: The Strain – Kevin Hanchard als Curtis Fitzwilliam
- 2015: Ballers – Kevin Durand als Thompson
- 2015: Chicago Med – Aaron Walters als John Gates und Jeff Dumas als Roy Bellino
- 2015: The Expanse – Ted Dykstra als Gareth
- 2015: Marvel’s Jessica Jones – Daniel Marcus als Maury Tuttlebaum und Thaddeus Daniels als Wärter
- 2015: Narcos – Eric Lange als Bill Stechner
- 2015: Supergirl – Kent Thomson als Polizist und Sean Kohnke als Fiesling
- 2016: Atlanta – Paul Brian Johnson als Officer Jones
- 2016: Bizaardvark – Matt Price als Kenny
- 2016: Bull – John Scurti als Cesar Caputo und Bill Sage als Thomas Krenell
- 2016: Dimension W – Kanehira Yamamoto als Präsident und Ryou Sugisaki als Muroi
- 2016: MacGyver – Kevin Patrick Murphy als Martin Korman und Brad Brinkley als LAPD-Polizist
- 2016: Outcast – Steven Sean Garland als Reese
- 2016: Private Eyes – Paulino Nunes als Commissionaire
- 2016: Shooter – Billy Lush als Johnny Poole
- 2016: Swedish Dicks – Jeff Hartley als Connies Liebhaber
- 2016: The Night Manager – Harry Attwell als Barry Harlow
- 2016: Travelers – Die Reisenden – Kelsey Wheeler als Charlottes Vater, Robin T. Rose als Sterbepatient #3, Glenn Beck als Sterbepatient #7, Simon Longmore als Agent Riley und Aaron Hutchinson als Sicherheitsbeamter am Eingang
- 2016: Victoria – Jacob Krichefski als Bascombe
- 2017: 11 – Gastón Biagioni als Schiedsrichter
- 2017: 24: Legacy – Ryan King Scales als Reed, Derek Carver als CTU-Wachmann und Trey Butler als Wache
- 2017: Black Lightning – Krondon als Tobias Whale
- 2017: Disjointed – Kyle Turley als Kyle
- 2017: Imposters – Ray Proscia als Doktor
- 2017: Lore – Nick Lehane als Punch
- 2017: Riverdale – Christopher Rosamond als Mustang
- 2017: S.W.A.T. – Steve Wilcox  als Brian und Jonathan Kowalsky als Joey
- 2017: Santa Clarita Diet – Marcus Folmar als Cameron
- 2017: Shots Fired – Steven Sean Garland als Randall Carr
- 2017: Spirit: wild und frei – Ray Chase als Räuber
- 2017: Suburra: Blood on Rome – Daniele Amendola als Aldo
- 2018: Alexa und Katie – Scott Wordham als Barry
- 2018: Atlanta Medical – Michael Rubino als Agent der Einwanderungsbehörde und Tyler Patton als Dr. Derek Roberts
- 2018: Killing Eve – Steve Pemberton als Paul Bradwell
- 2018: Lodge 49 – Jimmy Gonzales als Gil Sandoval
- 2018: Magnum P.I. – David Starzyk als Eddie
- 2018: Narcos: Mexico – Eric Lange als Bill Stechner
- 2018: Safe – Steven Hillmann als Sean Penvell
- 2018: Station 19 – Mac Brandt als Agent Baxter
- 2018: Star Wars Resistance – Jonathan Lipow als Sturmtruppler
- 2018: The Crossing – Daniel Boileau als Deckhelfer
- 2018: The Outpost – Adam Johnson als Munt
- 2018: The Rain – Nicolai Dahl Hamilton als Vater
- 2018: The Terror – Gordon Morris als John Weekes
- 2018: Workin’ Moms – Joris Jarsky als Der Mountie
- 2019: Brassic – Dan Starkey als Glen Glenson
- 2019: No Guns Life – You Kitazawa als Bromwell Rosso
- 2019: Stadtgeschichten – Jeff Williams als Bruce
- 2019: The Last Wave – Stéphane Grossi als Witwer
- 2019: Unbelievable – Eric Lange als Detective Parker
- 2019: Spy × Family – Taisuke Nakano als Bobble
- 2019: The Witcher – Declan Hannigan als Herald
- 2020: 9-1-1: Lone Star – Greg Wrangler als Lee
- 2020: Djatlow-Pass – Tod im Schnee – Michail Alexejewitsch Orlow als Kostja
- 2020: FBI: Most Wanted – Jim Newman als Alan Mitchell
- 2020: Gangs of London – Rhys Meredith als Opfer und Murat Erkek als Merwan
- 2020: Industry – Rick Warden als Bob Senior
- 2020: We Are Who We Are – Hans Bush als Colonel McAunty
- 2021: Capitani – Roland Gelhausen als Jim Boever
- 2021: Das Buch von Boba Fett – Robert Rodriguez als Dokk Strassi und Phil LaMarr als Klatooinianer-Boss
- 2021: Der Kastanienmann – Nicolai Dahl Hamilton als Hans Henrik Hauge
- 2021: Die geheime Benedict-Gesellschaft – Darren Dolynski als Mr. Bloom
- 2021: Dopesick – Dan Preston als Wayne Owens und John Dupree als Christopher Madison
- 2021: Kamp Koral: SpongeBobs Kinderjahre – Bill Fagerbakke als Herr Snob und Dee Bradley Baker als Rocky Robbenroll
- 2021: The Equalizer – Matthew McCurdy als Bo und Sean Donnelly als Ausbilder
- 2021: What If…? – Sean Gunn als Kraglin Obfonteri
- 2022: 1923 – Jeff Pride als Matthew Collinsworth
- 2022: Andor – Alex Ferns als Sergeant Linus Mosk
- 2022: Das Vermächtnis von Montezuma – Patrick Brennan als Nate
- 2022: Fire Country – Seth Ranaweera als Rohan
- 2022: Mare Fuori – Zelle mit Aussicht – Fabio Palliola als Luca
- 2022: Pam & Tommy – Christopher Matthew Cook als Tino
- 2022: Pretty Little Liars: Original Sin – Keola Simpson als Mr. Noble
- 2022: Reacher – Adrian Griffin als Mann im Anzug, David Fraser als Frank Majeske und Dan Darin-Zanco als Forger
- 2022: Single Drunk Female – Tom Simmons als Ronnie
- 2022: SkyMed – Eric Blais als Robert
- 2022: Slow Horses – Ein Fall für Jackson Lamb – Johnny O’Dowd als Pfleger
- 2022: Tierra Incógnita – Hernán Jiménez als Charly Salvatierra
- 2022: The Gilded Age – Frank Alfano als Streithammel
- 2022: The Lincoln Lawyer – Mikal Vega als Eli Wyms
- 2022: The Watcher – Terry Kinney als Jasper Winslow und Michael Devine als Christopher
- 2023: Bloodhounds – Joong-ok Lee als Betrunkener
- 2023: Blue Eye Samurai – West Liang als Hachi
- 2023: Diplomatische Beziehungen – Arthur Lee als Don und Colin Mace als Shenk
- 2023: Hello Tomorrow! – Michael Paul Chan als Walt
- 2023: Kaleidoskop – Frank Lewallen als Agent Lutz
- 2023: Rabbit Hole – Craig Burnatowski als Entführer
- 2023: The Big Door Prize – Tim Perez-Ross als Coach Eagleson
- 2024: Mr. & Mrs. Smith – David Fierro als Verkäufer